# Ховельяр-и-Солер, Хоакин
Хоакин Хосе Рамон Ховельяр-и-Солер (исп. Joaquín José Ramón Jovellar y Soler; 28 декабря 1819, Пальма-де-Мальорка — 17 апреля 1892, Мадрид) — испанский государственный деятель.

## Биография
После обучения в военной академии ему было присвоено звание младшего лейтенанта. Затем, в 1842 году, в звании капитана направлен на Кубу. Вернулся в Испанию в военное министерство в 1851 году и, получив чин майора в 1853 году, был послан в Марокко в качестве личного секретаря О’Доннелла, который присвоил ему звание полковника в 1860 году, после того как Ховельяр был ранен в бою.
Назначенный Кастеларом в 1873 году генерал-капитаном Кубы, Ховельяр примкнул к восстанию, имевшему целью восстановление монархии, 30 декабря 1874 года он торжественно вступил с войском в Валенсию и одушевлённою речью склонил всех на сторону короля Альфонса. В «министерстве регентства» Ховельяр получил портфель военного министра. 14 января 1875 года Альфонс XII вступил в Мадрид, куда явился и Ховельяр.
Когда Кановас дель Кастильо вышел в отставку (11 сентября 1875), Ховельяр составил новый кабинет, с либеральным оттенком, чтобы склонить папский двор к уступкам. Папа действительно уступил, правительство охотно пошло ему навстречу; Кановас вернулся к власти, а Ховельяр в конце года отправился на Кубу для подавления восстания. Позже был губернатором и генерал-капитаном на Филиппинских островах.